# ميجيل فييرا
ميجيل فييرا (8 أكتوبر 1990 بأمارانتي في البرتغال - ) هو لاعب كرة قدم برتغالي في مركز الدفاع. لعب مع نادي باسوش دي فيريرا ونادي ديبورتيفو داس أيفيس ونادي إيسبينهو وAC Vila Meã ‏.

## روابط خارجية
- ميجيل فييرا على موقع اتحاد تركيا (لاعب) (الإنجليزية)
- ميجيل فييرا على موقع قاعدة بيانات كرة القدم.إي يو (الإنجليزية)
- ميجيل فييرا على موقع Soccerway.com (الإنجليزية)
- ميجيل فييرا على موقع عالم كرة القدم.نت (الإنجليزية)
- ميجيل فييرا على موقع AS.com (الإسبانية)